# Bogdan Planić
Bogdan Planić (serbe : Богдан Планић), né le 19 janvier 1992 est un footballeur serbe évoluant au poste de défenseur au Shabab Al-Ahli Club.

## Biographie
Né à Užice, Planić commence sa carrière au Zlatibor Čajetina, en 4e division serbe, avant d'être transféré au Sloboda Užice, club de 1re division, lors du mercato d'hiver 2011.
Alors qu'il joue en faveur de l'OFK Belgrade, Planić est nommé dans l'équipe type de la saison de la première division serbe pour la saison 2013-2014, ce qui lui vaut d'être transféré à l'Étoile rouge de Belgrade en juillet 2014. Cependant, il retourne à OFK Belgrade après seulement six mois. En juillet 2016, il signe un contrat de deux ans et demi avec le Vojvodina Novi Sad. Il obtient sa deuxième nomination dans le onze type de la Ligue en 2016-2017.
En août 2017, après de nombreuses négociations, Planić est transféré dans le club roumain du FCSB (ex Steaua Bucarest), où il est rapidement propulsé titulaire. Avec ce club, il atteint les seizièmes de finale de la Ligue Europa en 2018, en étant éliminé par le club italien de la Lazio Rome.

### Distinctions sportives
- Membre de l'équipe-type de la SuperLiga en 2014 et 2017
- Membre de l'équipe-type de la Liga I en 2018